# Dourados
Dourados es una ciudad y municipio brasileño del estado de Mato Grosso del Sur, con 289.447 habitantes en 2007, localizado a 225 kilómetros al sur de la capital del estado, Campo Grande, la ciudad de Dourados es actualmente la segunda en relevancia dentro del estado de Mato Grosso del Sur.    
La ciudad se ubica en las coordenadas: 22°13′16″S 54°48′20″O / -22.22111, -54.80556.

Altitud: 430 m s. n. m.
Área del municipio:4.086 km²

## Historia
El territorio del actual municipio de Dourados estuvo habitado hasta mediados de siglo XX por las etnias aborígenes de los terena, kaiwá y guaraníes (existiendo aún una "reservación indígena" en las proximidades). Desde el siglo XVI fue recorrido por los españoles quienes incorporaron la región a la provincia del Paraguay, luego se produjeron incursiones de bandeirantes luso-brasileños en busca de esclavos y minerales preciosos. En 1778 el territorio era una zona limítrofe perteneciente al Virreinato del Río de la Plata, en 1811 pasó a la soberanía de Paraguay, pero casi inmediatamente comenzó la abierta "contestación" (disputa) por parte de los portugueses y luego de los brasileños. Hasta fines de los 1850 la República de Paraguay mantenía el control efectivo del territorio de Dorados al encontrarse al sur del río Igurey (actualmente llamado río Ivinheima y Vacaria), aunque por un tratado con el Brasil la zona de Dourados quedaba como "territorio neutral", pero la fundación por parte brasileña -violando el tratado con Paraguay- de un fortín y presidio (Colonia militar de Dourados)) fue una de las causas para que en 1864 se desatase la llamada Guerra de la Triple Alianza, en la primera etapa de tal conflicto las fuerzas paraguayas pudieron desalojar a las brasileñas, pero derrotado el Paraguay por una coalición en la cual se vieron forzados a entrar Argentina y Uruguay del lado brasileño, la región de Dourados, como cientos de miles de km² actualmente correspondientes al Mato Grosso do Sul, quedó en poder de Brasil por el tratado de 1870. A partir de ese año recién se consolidó el control y establecimiento brasileño. Su poblamiento actual se realizó mediante:
- La fijación de los excombatientes brasileños.
- La llegada de gauchos perseguidos tras la derrota de la revolución federalista en el estado de Rio Grande do Sul revolución ocurrida entre 1893 y 1895.
- Desde inicios del siglo XX la llegada de braceros (muchos de ellos paraguayos) para la recolección de las hojas de la yerba mate.
- Tras ser en gran parte desmontados los yerbales de yerba mate, se inició a mediados de siglo XX una expansión de la frontera agrícola-ganadera que atrajo la llegada de población con orígenes inmigrantes (italianos, polacos, alemanes) desde los estados de Paraná, Santa Catarina y Rio Grande do Sul.

La población recién recibió la categoría de ciudad el 20 de diciembre de 1935 (esta fecha figura con letras negras en la bandera de la ciudad de Dourados).

## Vexilología
La bandera es rectangular, dividida en tres franjas horizontales de proporciones diversas: La franja inferior es amarilla y ocupa toda la mitad inferior de la bandera; sobre (no en el centro) el centro se extiende una estrecha franja blanca que lleva la inscripción en la cual figura la fecha de fundación (o mejor dicho, de su categorización como ciudad) de Dourados, sobre esa estrecha franja horizontal blanca se extiende la franja superior azulceleste que ocupa casi la mitad superior de la bandera. Hacia el lado del hasta suele aparecer un curioso diseño de color blanco que se extiende por las tres franjas reseñadas, este diseño recuerda a dos medias lunas algo inclinadas y contiguas, representaría estilizadanente y en perspectiva a una hoja de hierba (o yerba) mate.

## Economía
Las actividades económicas principales de la zona de influencia de Dourados son la agricultura y la cría de animales (en especial vacunos y porcinos), en segundo orden se encuentra la avicultura (gallinas); también es importante la apicultura y la cría de gusano de seda. Entre las producciones agrícolas se destacan las de mijo, porotos y soya. La industria primaria se basa en el empaque y la elaboración de productos agropecuarios: leche, cueros, miel, huevos, seda. En gran medida estas producciones se hallan concentradas por una sociedad llamada FRANGOSUL.
El municipio de Dourados y su entorno carecen de atractivos turísticos naturales, sin embargo posee 32 hoteles para albergar a los visitantes que arriban a la exposición agropecuaria (EXPOAGRO), o convocados por los eventos facultativos de la Universidad, o por el campeonato de motocross, o en la escala de viajes de los comerciantes minoristas hasta la próxima ciudad paraguaya de Pedro Juan Caballero los cuales suelen preferir pernoctar en Dourados.